# Riderà/Il mio amore con Giulia
Riderà/Il mio amore con Giulia è singolo di Little Tony pubblicato in Italia nel 1966.

## Descrizione
Riderà è un brano musicale composto da Ralph Bernet e Danyel Gérard e portata al successo in Francia da Hervé Vilard con il titolo "Fais la rire". Il brano viene presentato da Little Tony al Cantagiro del 1966, con testo italiano di Mogol: la canzone non vinse quell'edizione ma vendette un milione di copie.
Dalla canzone venne tratto un film musicale intitolato Riderà (Cuore matto) diretto nel 1967 da Bruno Corbucci e con lo stesso Little Tony nel cast che fu uno dei successi cinematografici dell'anno.

## Tracce
Lato A
1. Riderà – 2:55 (testo: Mogol – musica: Ralph Bernet e Danyel Gérard)

Lato B
1. Il mio amore con Giulia – 3:15 (Basilio Filacchione e Little Tony)

## Classifiche
| Classifica (1966) | Posizione massima 3 |
| ----------------- | ------------------- |